# Purshia glandulosa
Purshia glandulosa är en rosväxtart som beskrevs av Mary Katherine Curran. Purshia glandulosa ingår i släktet Purshia och familjen rosväxter. Inga underarter finns listade i Catalogue of Life.

## Bildgalleri

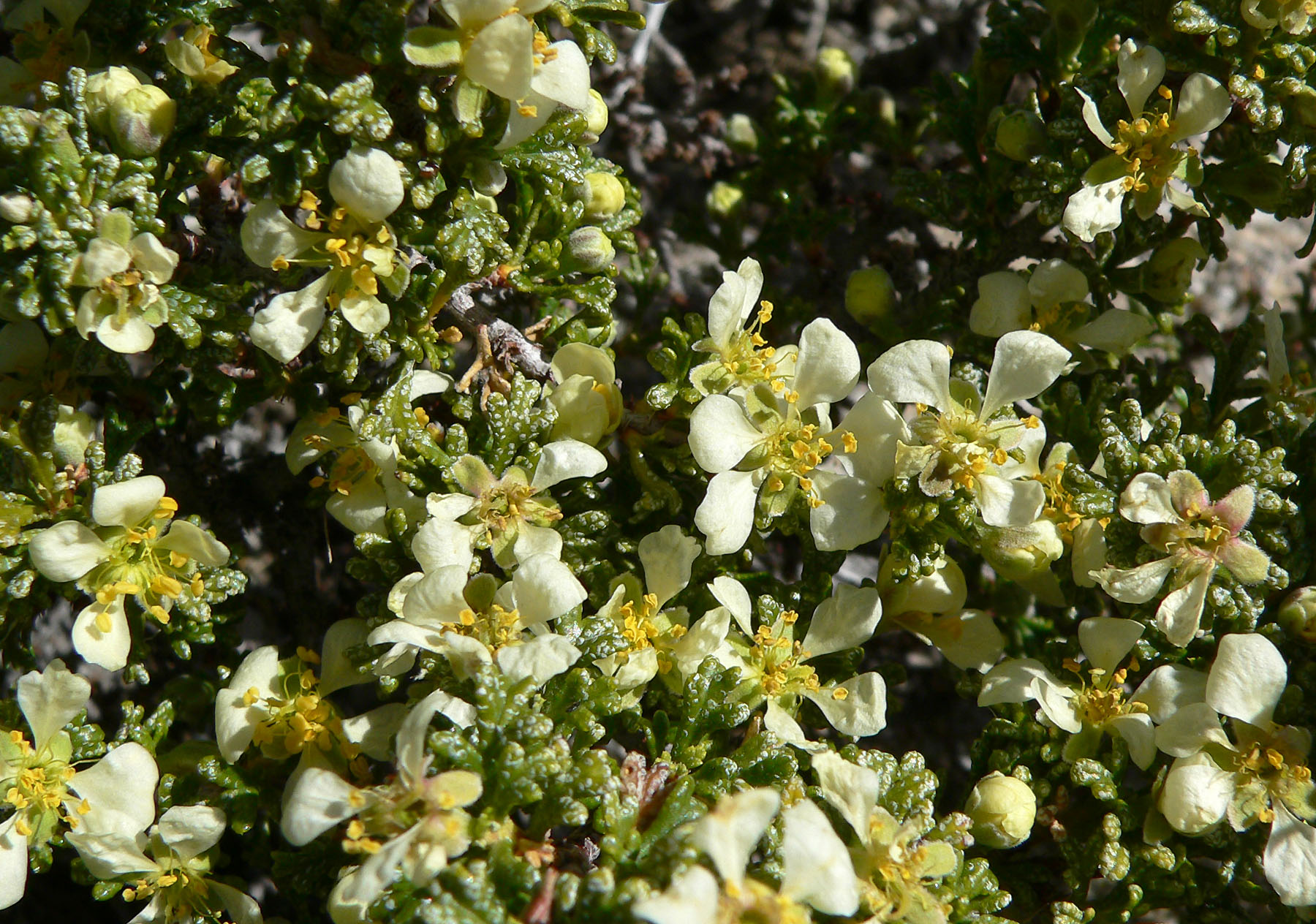
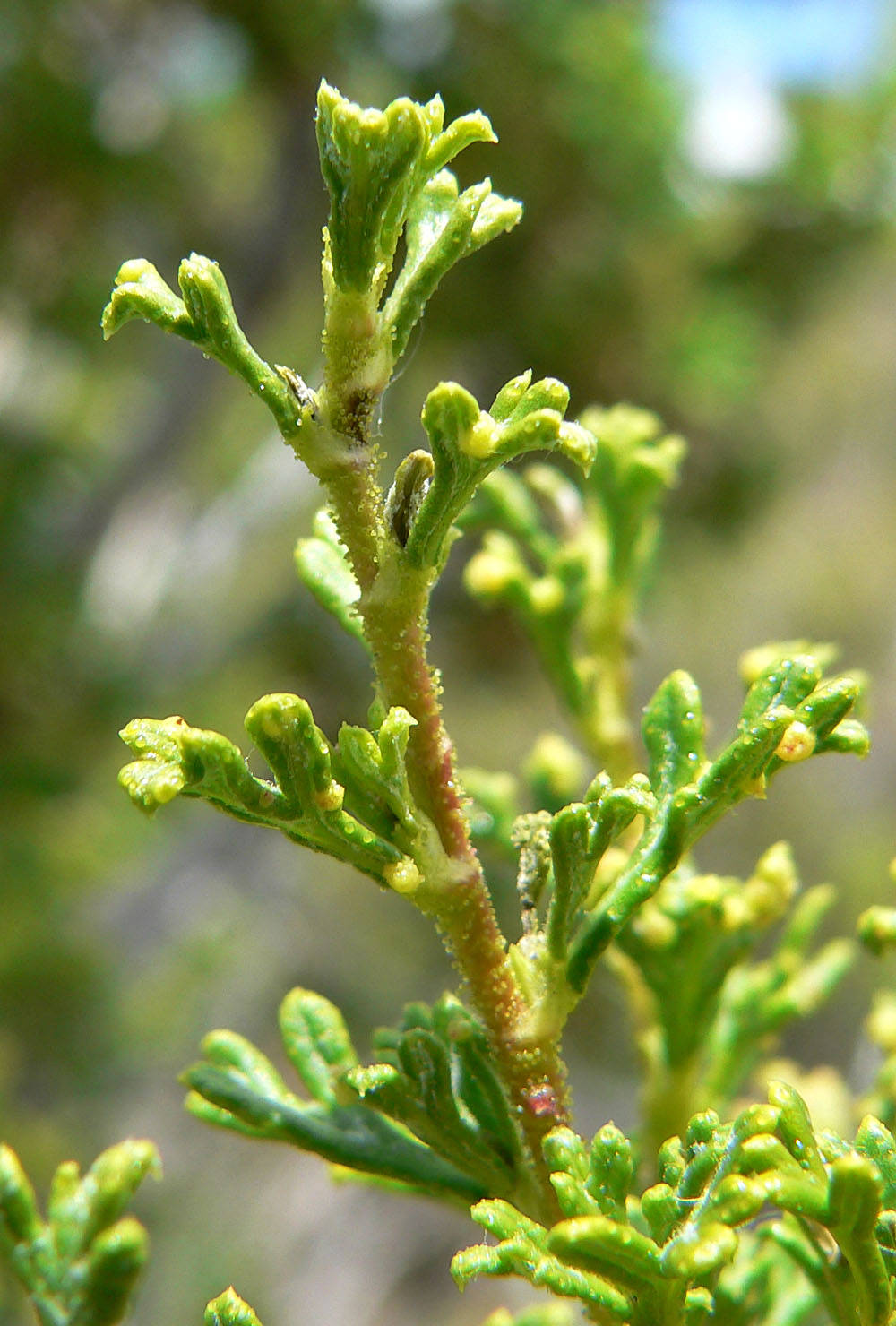
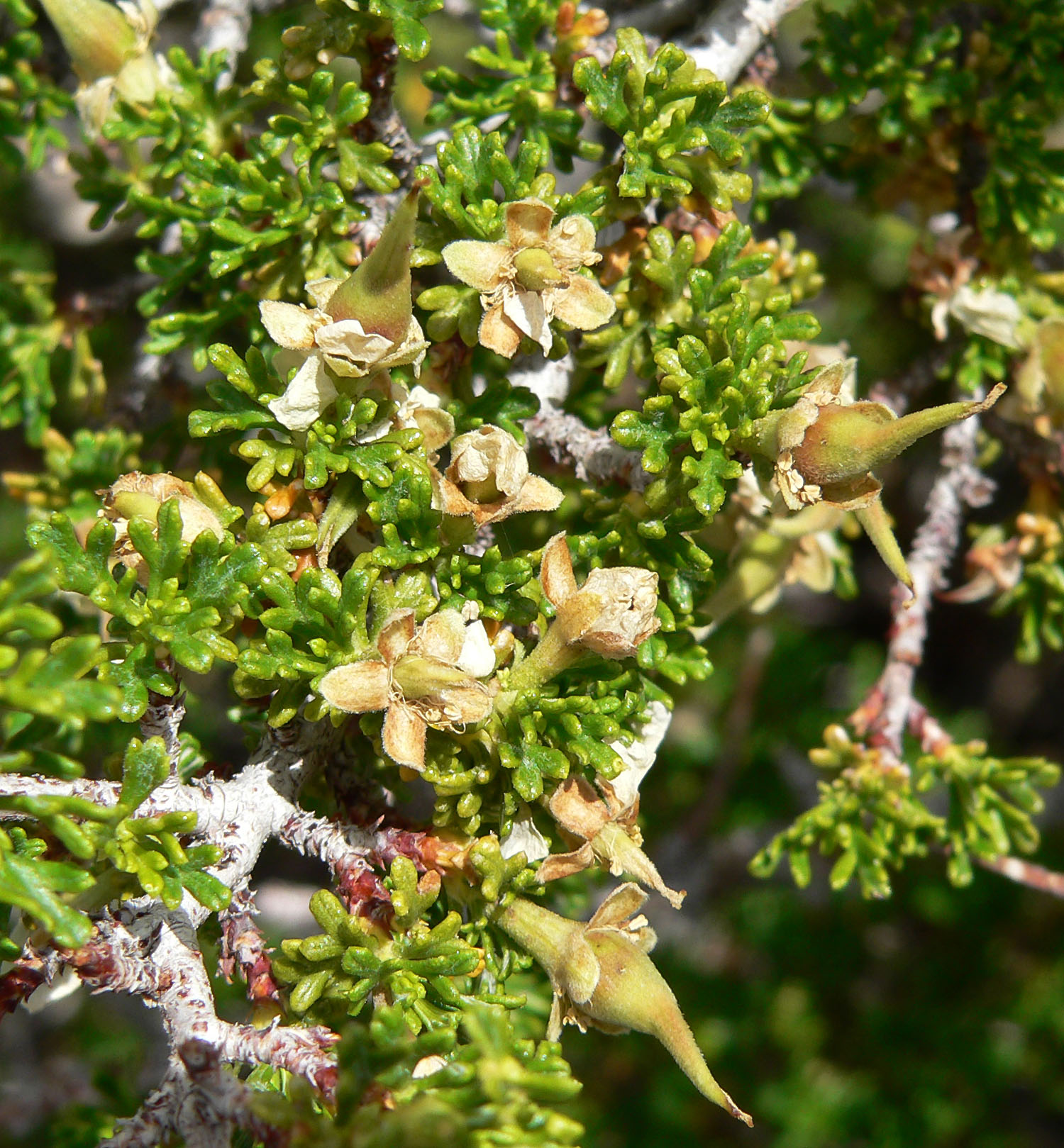
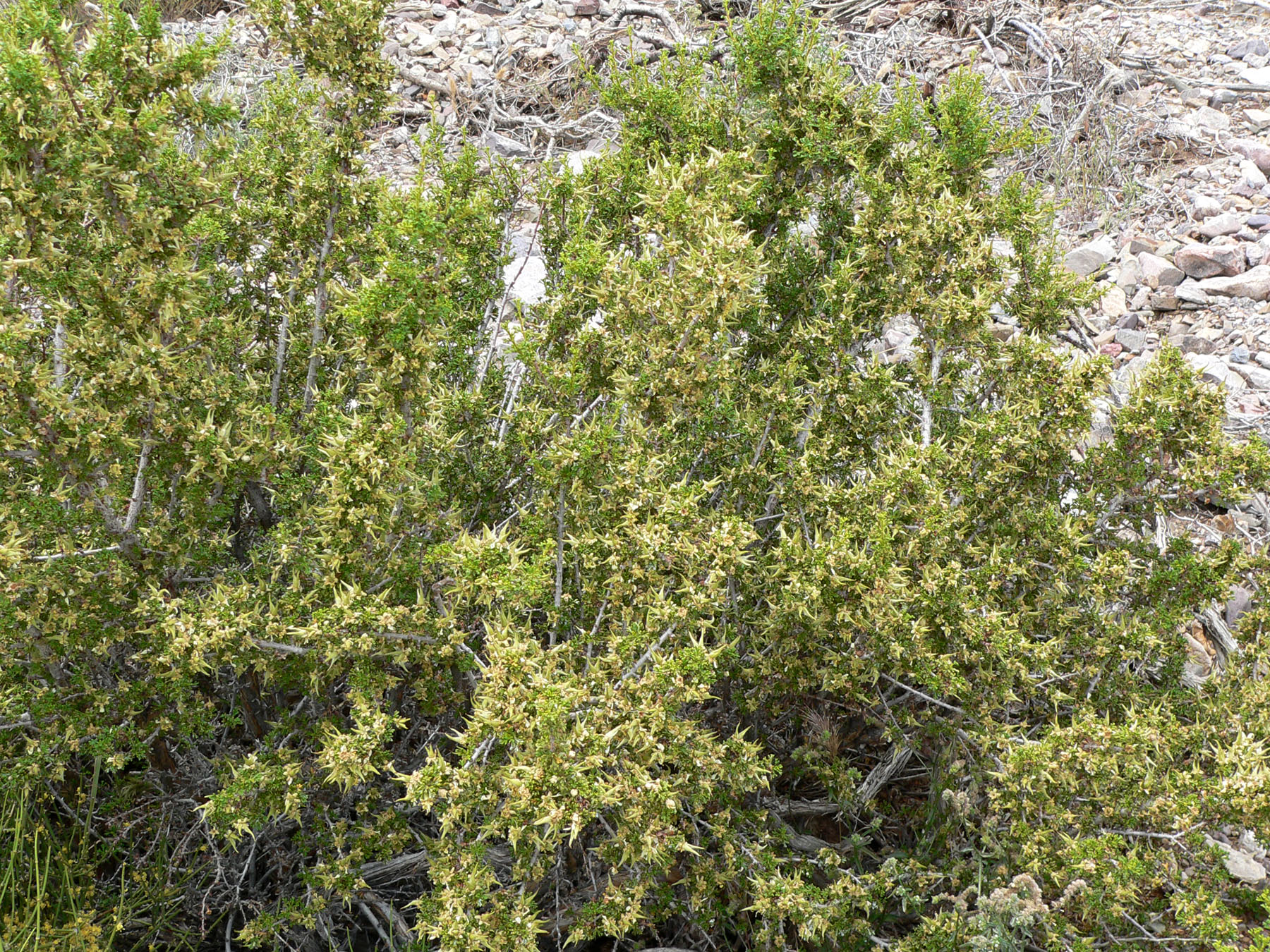
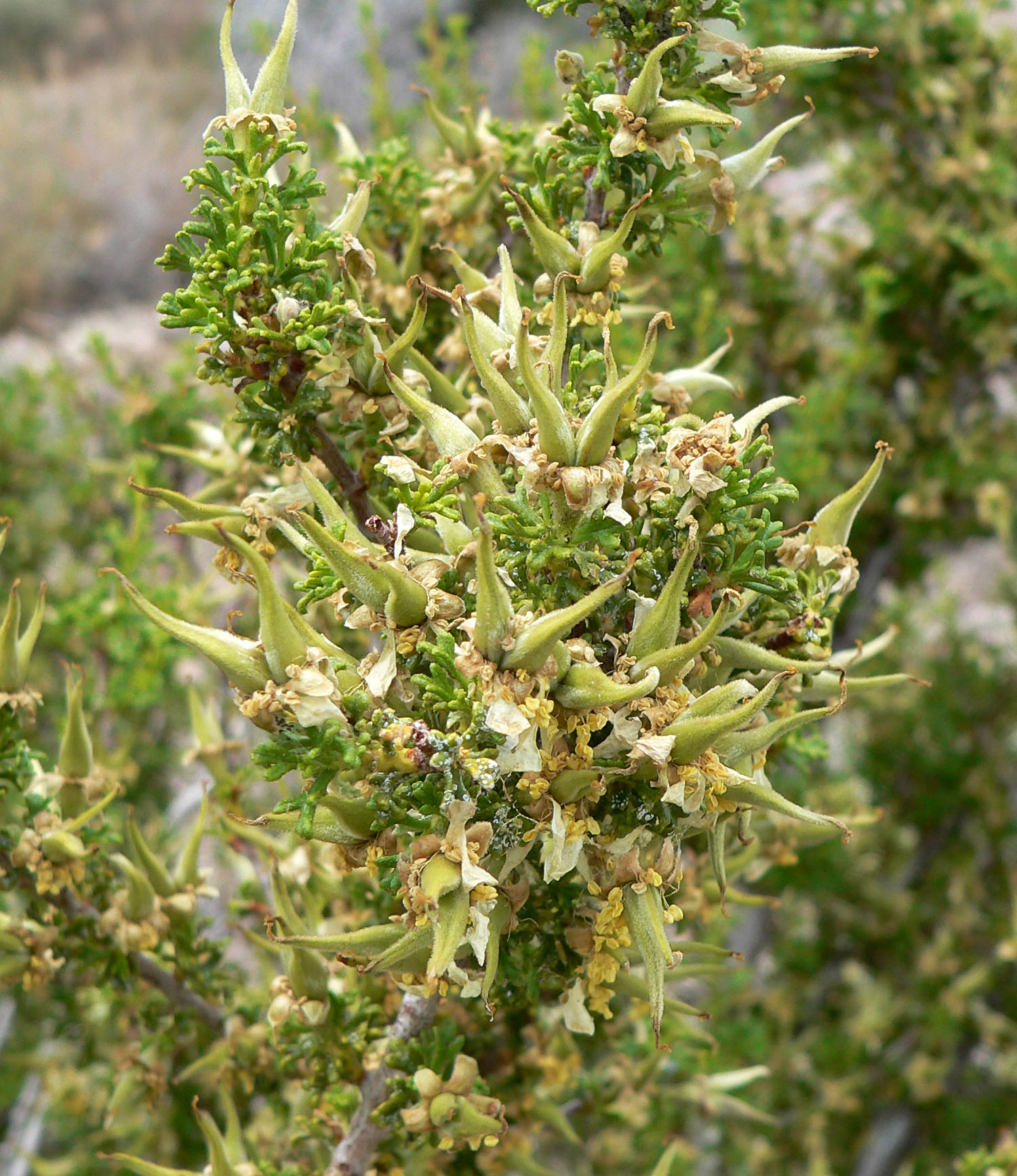
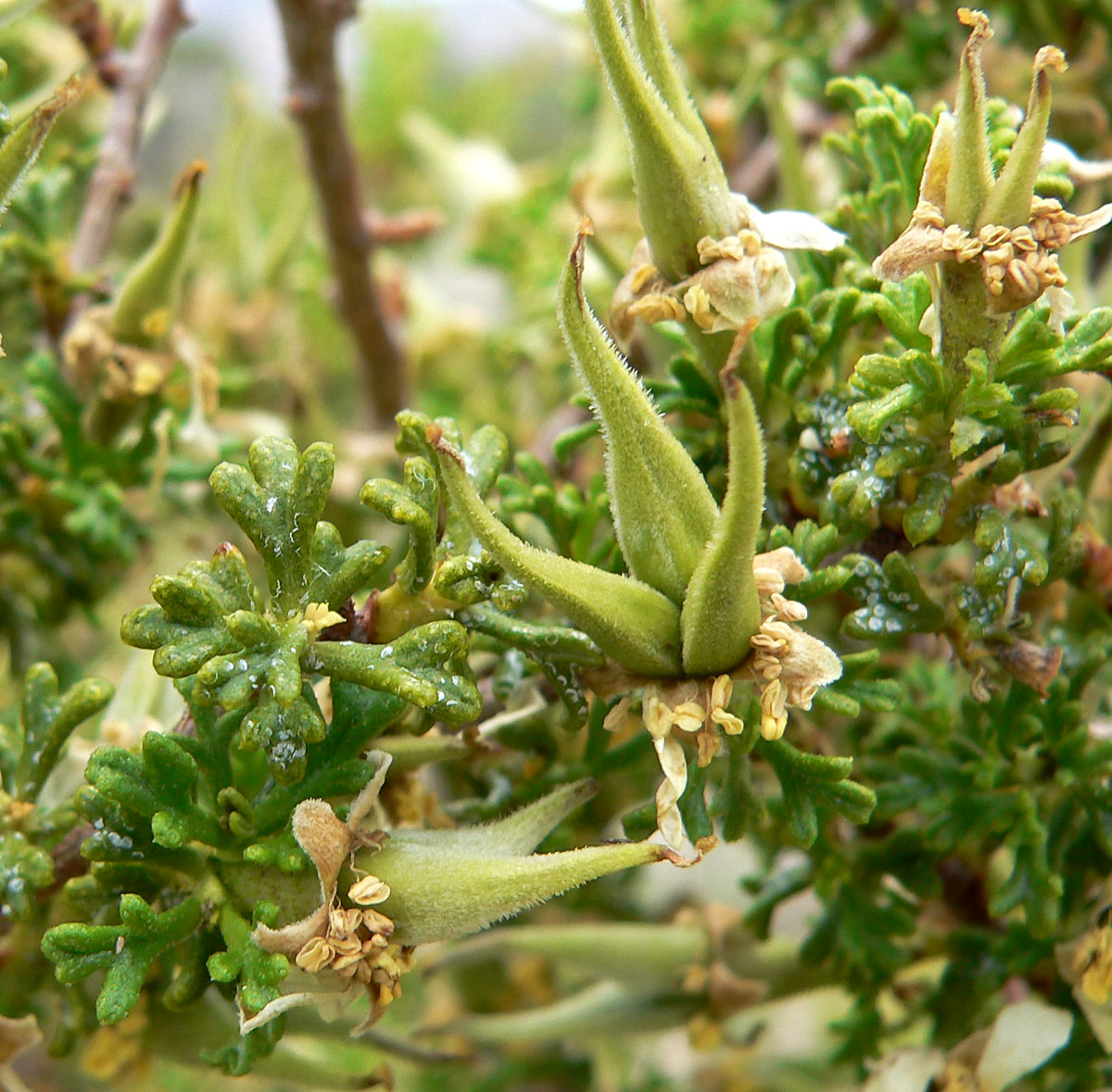